# Trichastoma rostratum
La tordina pechiblanca (Trichastoma rostratum) es una especie de ave paseriforme de la familia Pellorneidae propia del sureste de Asia.

## Distribución y hábitat
Se encuentra en la península malaya y las islas de Sumatra, Borneo y Belitung (y otras islas menores adyacentes), distribuida por Brunéi, Indonesia, Malasia, Birmania, Singapur y Tailandia.
Su hábitat natural son los bosques húmedos tropicales (o subtropicales) de tierras bajas y los manglares tropicales (o subtropicales). Se encuentra amenazada por pérdida de hábitat.

## Subespecies
Se reconocen las siguientes:
- T. r. rostratum Blyth, 1842 - península malaya, Bintan, Sumatra, las islas Lingga y Belitung
- T. r. macropterum (Salvadori, 1868) - Borneo y Banguey